# Motorola Mobility
Motorola Mobility is ontstaan op 4 januari 2011 toen het oude moederbedrijf Motorola werd gesplitst. Het bedrijf dat mobiele telefoontoestellen en tabletcomputers maakt werd Motorola Mobility en de overige activiteiten ging verder onder de naam Motorola Solutions.
Beide bedrijven kregen een eigen notering aan de New York Stock Exchange: Mobility met het symbool MMI en Solutions met MSI. Deze splitsing kwam nadat Motorola, uitvinder van de mobiele telefoon, tussen 2007 en 2009 US$ 4,3 miljard verlies maakte. Deze verliezen waren voor het grootste deel afkomstig uit de productie van de telefoontoestellen.

## Overname Google
Google heeft op 15 augustus 2011 Motorola Mobility gekocht voor US$ 12,5 miljard. De aankoop van Mobility wordt gezien als een duidelijk signaal dat Google serieus verder wil met het door haar ontwikkelde besturingssysteem voor mobiele telefoons: Android.
In augustus 2012 ontsloeg Google 20% van het personeel van Motorola Mobility, vanwege de verliezen, en ging zich minder richten op verschillende mobieletelefoonmodellen.
Apple voert een juridische strijd tegen diverse fabrikanten van telefoons en tablets die onder Android draaien en de aankoop van Motorola door Google is volgens analisten vooral bedoeld om Google wapens te geven in haar strijd tegen Apple en ook Microsoft: Motorola bezit veel patenten op het gebied van mobiele telefonie en daarmee versterkt Google zijn onderhandelingspositie in die strijd.

## Overname Lenovo
In 2014 verkocht Google de telefoonafdeling van Motorola aan Lenovo. Google behield zelf een aantal patenten. Het bedrijf bracht in aanloop naar de overname enkele smartphones op de markt, waaronder een 4G-versie van de populaire Motorola Moto G. Lenovo kreeg de activiteiten met betrekking tot Moto en Droid handsets in handen, verder gingen er 3500 medewerkers mee over waarvan 2800 in de Verenigde Staten.